# Karl Brandi
Karl Maria Prosper Laurenz Brandi, född 20 maj 1868, död 9 mars 1946, var en tysk historiker.
Brandi blev 1897 professor i Marburg, 1902 i Göttingen, och var en av samtidens främsta kännare av senmedeltidens och renässansens historia. Som anhängare av Leopold von Rankes historiska objektivitetskrav reagerade han starkt mot en politiskt orienterad historieskrivning och Georg von Below och Karl Ludwig von Woltmanns nationalistiskt influerade teorier. I fråga om renässansen anslöt han sig närmast till Jacob Burckhardt. Renässansen var för Brandi främst en italiensk rörelse, i vilken den moderna individualitetstanken bryter igenom i det kulturella och ekonomiska livet. Brandis forskning om Karl V belyste honom från nya sidor. Enligt Brandi var han en typisk representant för katolicismen i medeltida mening och tillhörde utan att vara särskilt framstående som diplomat eller militär sin tids största personligheter. Särskilt förstod Karl V att försvara Tysk-romerska riket mot hot utifrån. Brandis skrifter karaktäriserades av starkt hänsynstagande till sociala och kulturella förhållanden. Bland hans arbeten, som även rymmer många källpublikationer, märks Der Augsburger Religionsfriede (1896, 2:a upplagan 1927), Die Renaissance in Florenz und Rom (1900, 7:e omarbetade upplagan 1927), DAs Werden der Renaissance (1908, 2:a upplagan 1910), Die Deutsche Reformation und Gegenreformation (2 band, 1927-1930), Kaiser Karl V (2 band, 1937-1941), Ausgewählte Aufsätze (1938), Vier Gestalten aus der italienischen Renaissance (1943).